# Adrien Fauchier-Magnan
Marie Joseph Adrien Fauchier-Magnan (Parigi, 19 novembre 1873 – Cannes, 6 agosto 1965) è stato un tennista francese.

## Biografia
Partecipò ai Giochi della II Olimpiade di Parigi al torneo di doppio di tennis con Étienne Durand, dove fu eliminato ai quarti di finale.